# 广州市黄埔区会元学校
广州市黄埔区会元学校（简称：会元学校）是中国广东省广州市黄埔区的一所九年一贯制公立学校，由广州市第二中学与黄埔区政府合作开办，为黄埔区教育局下属事业单位，现由广州二中教育集团管理。会元学校位于中新廣州知識城“万科幸福誉”楼盘内，校园占地面积2.19万平方米，分为小学部及初中部，其中小学部计划开设24个教学班。

## 历史

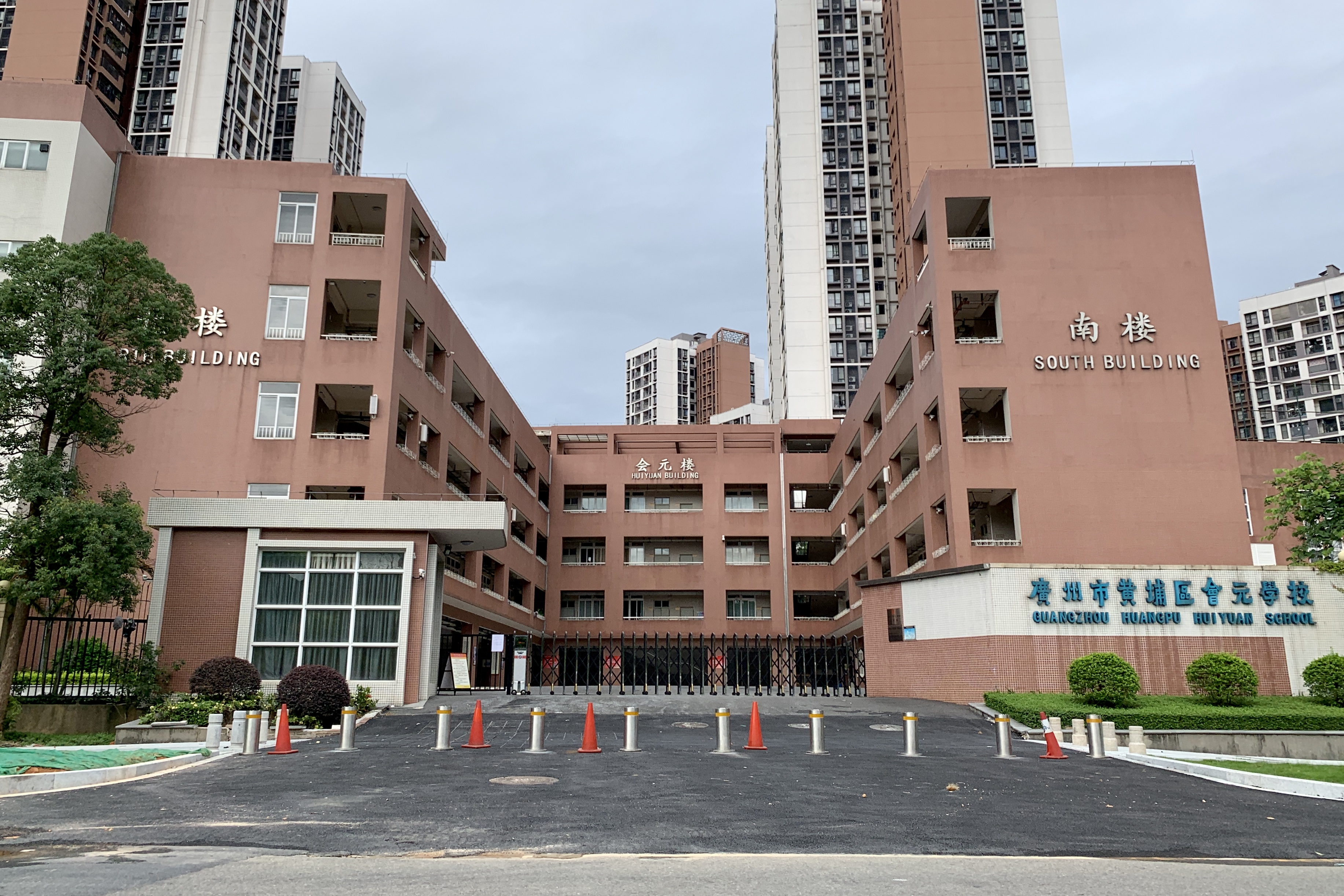
学校正门

2015年9月13日，广州市第二中学、广州市黄埔区教育局与万科地产召开发布会，正式宣布广州二中进驻万科幸福誉开办“会元学校”。同年12月，正式经黄埔区教育局批准设立。
2016年9月，会元学校小学部正式启用，开始招收小学一年级和二年级学生。
2018年12月，会元学校初中部开始动工，预计在2020年6月完工。初中部将于同年9月正式启用。

## 现任领导
- 校长：张先龙（广州二中教育集团理事长、广州市第二中学校长）
- 副校长：王建萍（常务）、黄国威（法制）
- 党支部书记：张艳

## 姊妹学校
- 香港中華基督教會協和小學（長沙灣）[7]

## 未来发展
会元学校中学部将进行改扩建工程，届时可新增小学五、六年级班级12个和初中班级12个